# Tudela (Misamis Occidental)
Tudela (Bayan ng Tudela) är en kommun i Filippinerna. Kommunen ligger på ön Mindanao, och tillhör provinsen Misamis Occidental. Folkmängden uppgår till 23 047 invånare.

## Barangayer
Tudela är indelat i 33 barangayer.
| - Balon - Barra - Basirang - Bongabong - Buenavista - Cabol-anonan - Cahayag - Camating - Canibungan Proper - Casilak San Agustin - Centro Hulpa (Pob.) | - Centro Napu (Pob.) - Centro Upper (Pob.) - Calambutan Bajo - Calambutan Settlement - Duanguican - Gala - Gumbil - Locso-on - Maikay - Maribojoc - Mitugas | - Nailon - Namut - Napurog - Pan-ay Diot - San Nicolas - Sebac - Silongon - Sinuza - Taguima - Tigdok - Yahong |